# Наземный общественный транспорт Киева
В настоящее время в Киеве функционируют все традиционные виды наземного общественного транспорта: трамвай, троллейбус, автобус, маршрутные такси и фуникулёр, а также городская электричка.

## Троллейбус
Работы по организации троллейбусного движения в Киеве были начаты в 1934 году с возвратом Киеву статуса столицы. Первой троллейбусной трассой стала ул. Красноармейская (Большая Васильковская).
12 июня 1966 года киевский изобретатель Владимир Веклич создал первый в мировой практике троллейбусный поезд. К 1983 году в 296 троллейбусных поездах по системе Владимира Веклича работали более половины парка киевских троллейбусов, что позволило высвободить более 800 водителей. Успешный опыт киевлян был перенят более чем в 20 городах бывшего СССР.
Сегодня подвижной состав представлен в основном машинами К12, ЮМЗ, ЛАЗ Е183 и 301, МАЗ-103Т и Богдан.
На 2000 год в Киеве функционирует 35 троллейбусных маршрутов. Общая протяжённость троллейбусных линий составляет 324,9 км, парк состоит из 640 машин. С мая 2006 года количество троллейбусных маршрутов достигло 44. На декабрь 2010 года функционирует 37 маршрутов. Работает 4 троллейбусных депо.

## Трамвай
Старейшим и занимающим почетное место в истории видом общественного транспорта является трамвай. Именно в городе Киеве впервые в Российской империи, в 1892 году, был введён в эксплуатацию трамвай на электрической тяге.
- 30 декабря 1978 году в Киеве начала эксплуатироваться первая в СССР линия скоростного трамвая[10], построенная по инициативе Владимира Веклича[3][11] и Василия Дьяконова[12].

## Маршрутные такси
Наибольший объём наземных пассажирских перевозок в наши дни приходится на долю маршрутных такси. Вызвано это рядом причин:
1. нехватка подвижного состава автобусов, троллейбусов и трамваев
2. тотальное сокращение и упразднение автобусных и трамвайных маршрутов
3. повышенная манёвренность и средняя скорость движения маршрутных такси, способных пробиваться сквозь нередко возникающие на дорогах заторы.[источник не указан 2041 день]

## Прочие виды транспорта
Во внутригородских пассажирских перевозках небольшое участие принимают также пригородные электропоезда, в отдельных случаях являющиеся альтернативой метро и загруженному наземному транспорту.
Перевозками на пригородных поездах является «Укрзализныця», поэтому они не включены в общую систему оплаты проезда «Киевпасстранса».

## Оплата проезда

### Одноразовые билеты
Одна поездка на киевском наземном общественном транспорте стоит 8 гривен (на маршрутных такси частных перевозчиков стоимость может отличаться, причём быть даже меньше — 7 грн).
Для оплаты одиночных поездок используются одноразовые бумажные билеты («талоны»), причём два различных типа: «обычные» билеты, компостируемые компостерами-дыроколами, и билеты на термобумаге, которые можно компостировать в специальных «электронных» компостерах, которые установлены в подвижном составе некоторых маршрутов (например, борщаговского скоростного трамвая) или на турникетах на станциях (скоростной трамвай, городская электричка). Билеты с термопокрытием можно компостировать и обычным компостером-дыроколом.
Билеты на автобус, трамвай и троллейбус универсальны и могут использоваться на любых маршрутах, хотя существует распоряжение, предписывающее на маршрутах с «электронными» термокомпостерами использовать только билеты на термобумаге (в подвижном составе без компостеров-дыроколов обычные билеты просто негде закомпостировать).
Билеты на городскую электричку имеют отдельный вид (хотя стоят столько же) и немного другое техническое устройство, поэтому термокомпостеры в других видах транспорта их распознают и компостировать не будут, как и турникеты на станциях городской электрички не будут компостировать билеты других видов транспорта.
Билеты на маршрутные такси приобретаются непосредственно в начале поездки и не компостируются вообще.
С 1 июля 2020 года было запланировано отказаться от бумажных одноразовых билетов старого образца и оставить лишь QR-билеты в рамках перехода Киева на систему Единого элетктронного билета, однако полный запуск системы перенесли на 1 января 2021 года.

### Абонементные билеты
Кроме одноразовых билетов есть также абонементные билеты («проездные») на календарный месяц (они же продаются с середины текущего месяца за полцены).
Абонементные билеты есть на все виды наземного транспорта, кроме маршруток, на один или несколько видов транспорта, в том числе в сочетании с метро.
Количество поездок по абонементному билету в течение срока его действия в наземном транспорте не ограничено; количество поездок на метро ограничено 46 в месяц (23 по билету на полмесяца).
В связи с поэтапным переходом на систему Единого электронного билета абонементные талоны старого образца выведены из оборота, а проездные можно покупать лишь на Kyiv Smart Card.

### Единый электронный билет
В тестовом режиме работает Единый электронный билет (укр. Єдиний електронний квито́к) — бесконтактная карта, на которую можно вносить денежные средства и приобретать некоторое количество виртуальных разовых «электронных билетов» («поездок»), которые затем используются для оплаты проезда путём поднесения карты к валидатору в подвижном составе или на турникете при входе на станцию. При этом при наличии на карте «электронных билетов» используется один из них, а при наличии только денежных средств списывается стоимость одной поездки (8 грн).
Льготники также обязаны подносить социальные карты к валидатору для учёта количества тех, кто пользуется транспортом бесплатно. Проезд без валидирования Карты Киевлянина приравнивается к безбилетному проезду, штраф за который составляет 20-кратную стоимость проезда - 160 грн.
Стоимость приобретения виртуального «электронного билета» (одной «поездки») зависит от количества одновременно приобретаемых билетов: от 8 грн при приобретении менее 10 билетов до 6,50 грн при приобретении сразу 50 билетов.
Единый электронный билет действует также в метро.